# Jan Lennartsson
Jan Lennartsson (* 22. September 1981 in Västerås/Schweden) ist ein ehemaliger schwedischer Handballspieler. Lennartsson, der zuletzt für den dänischen Club AaB Håndbold (Rückennummer 7) spielte und für die schwedische Nationalmannschaft (Rückennummer 9) auflief, wurde überwiegend als Rechtsaußen eingesetzt.

## Vereinskarriere
Jan Lennartsson begann in seiner Heimatstadt bei IVH Västerås mit dem Handballspiel. Später wechselte er zum Spitzenclub IK Sävehof nach Göteborg, wo er 2000 auch in der ersten schwedischen Liga debütierte. Dort gewann er 2004, 2005 und 2006 die schwedische Meisterschaft. Für Sävehof warf er insgesamt 595 Tore. 2007 zog er weiter nach Dänemark, wo er sich AaB Håndbold aus Aalborg anschloss. Mit AaB Håndbold gewann er 2010 und 2013 die dänische Meisterschaft. Für das Team aus Aalborg warf er 875 Tore. Nach dem Gewinn der Meisterschaft 2013 kehrte er in seine Heimat zurück. Er erzielte am 5. April 2022 in einem Spiel mit seinem in der division 3 spielenden Verein Sävedalens HK sein insgesamt 2000. Tor.

## Auswahlmannschaften
Jan Lennartsson hat 125 Länderspiele für die schwedische Nationalmannschaft bestritten. Mit Schweden nahm er auch an der Handball-Europameisterschaft 2008 in Norwegen teil, schied aber bereits in der Hauptrunde aus.

## Privates
Jan Lennartsson promovierte 2014 an der Universität Göteborg in Mathematik, Schwerpunkt Analyse von Wetterstatistiken. Lennartsson ist verheiratet und hat eine Tochter.